# ستيف بالمر (لاعب كرة قدم)
ستيف بالمر (بالإنجليزية: Steve Palmer)‏ (31 مارس 1968 ببرايتون في المملكة المتحدة - ) هو لاعب كريكت ولاعب كرة قدم بريطاني في مركز الدفاع. لعب مع إيبسويتش تاون وكوينز بارك رينجرز وميلتون كينز دونز ونادي واتفورد وCambridge University A.F.C. ‏.

## وصلات خارجية
- ستيف بالمر على موقع قاعدة بيانات كرة القدم.إي يو (الإنجليزية)
- ستيف بالمر على موقع Soccerbase.com (لاعب) (الإنجليزية)
- ستيف بالمر على موقع عالم كرة القدم.نت (الإنجليزية)